# Stiftung für Hochschulzulassung

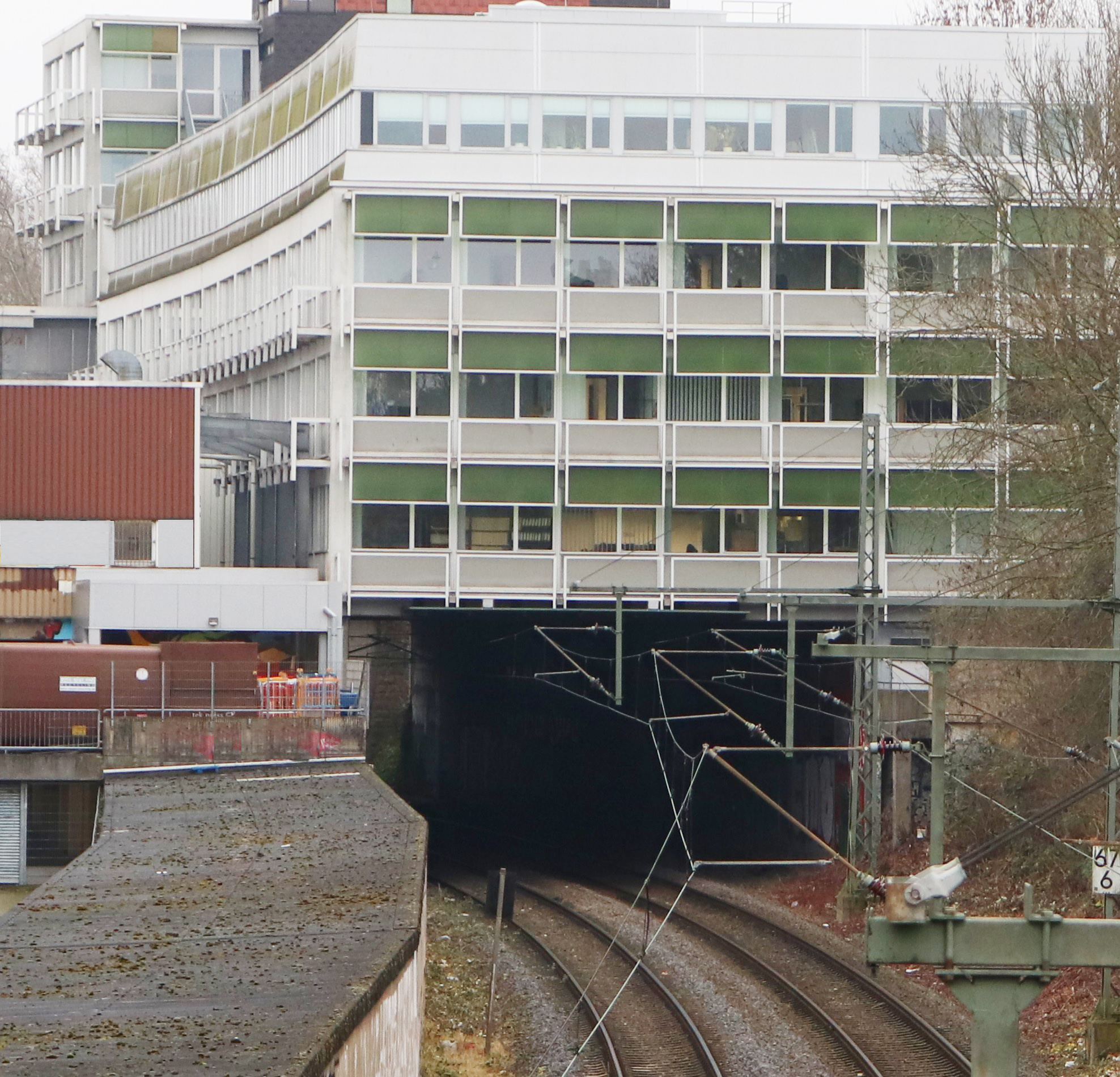
Sitz der SfH im Dortmunder Kreuzviertel

Die Stiftung für Hochschulzulassung (SfH), bis 2010 Zentralstelle für die Vergabe von Studienplätzen (ZVS), ist eine rechtsfähige Stiftung des öffentlichen Rechts in Deutschland mit der Aufgabe, „die Hochschulen bei der Durchführung der örtlichen Zulassungsverfahren und der Durchführung von Anmeldeverfahren in zulassungsfreien Studiengängen zu unterstützen“ (Art. 2 Nr. 1 StV Hochschulzulassung) sowie für Studiengänge, die in das zentrale Vergabeverfahren einbezogen sind, „Studienplätze für das erste Fachsemester an staatlichen Hochschulen in Auswahlverfahren“ zu vergeben (Art. 5 Abs. 1 Nr. 1 StV Hochschulzulassung). Sie hat ihren Sitz in Dortmund (Art. 1 Abs. 1 StV Hochschulzulassung). Seit 2014 existiert ein SfH-Büro in Berlin, in dem vor allem die Softwareentwicklung ansässig ist.
Die Stiftung für Hochschulzulassung ist Betreiberin der Informationsplattform „hochschulstart.de“ und des zum Dialogorientierten Serviceverfahren (DoSV) gehörigen Online-Dienstes „DoSV-Bewerbungsportal“ sowie des dort integrierten Portals „AntOn“ (Antrag Online – für Bewerbungen auf bundesweit zulassungsbeschränkte Studiengänge). Seit dem Verfahren zum Sommersemester 2020 ist das zentrale Vergabeverfahren für Studiengänge mit bundesweitem NC (Medizin, Zahnmedizin, Pharmazie und Tiermedizin – letztgenannter Studiengang wird nur zum Wintersemester angeboten) integrierter Bestandteil des Dialogorientierten Serviceverfahrens. Im onlinebasierten DoSV wurden anfangs nur Studiengänge mit örtlicher Zulassungsbeschränkung im Auftrag der Hochschulen koordiniert. Durch einen speziellen Abgleichmechanismus werden so Mehrfachzulassungen und langwierige Nachrückverfahren vermieden.

## Geschichte und Aufgaben
Um die hohen Bewerberzahlen für bestimmte Studiengänge auf die verschiedenen Hochschulen zu verteilen, wurde von der Westdeutschen Rektorenkonferenz in den 1960er Jahren die Zentrale Registrierstelle gegründet. Zuvor hatten sich Studienplatzbewerber an den verschiedenen Hochschulen mit jeweils unterschiedlichen lokalen Notengrenzen einzeln bewerben müssen. Die Registrierstelle vergab Studienplätze für die medizinischen Fächer an Bewerber mit den besten Abiturnoten. Als Folge des Numerus-clausus-Urteils 1972 wurde dann im Rahmen eines Staatsvertrages die Zentralstelle für die Vergabe von Studienplätzen rechtsfähige Anstalt des öffentlichen Rechts als Nachfolgerin der Zentralen Registrierungsstelle geschaffen und 1973 errichtet. Sie sollte bundesweit einheitliche Notengrenzen für besonders beliebte Studienfächer gewährleisten, in denen die Bewerberzahl die Anzahl der Studienplätze überstieg.
Im Laufe der Zeit wurden immer mehr Studiengänge in das zentrale Vergabeverfahren aufgenommen, weil die Zahl der Studienbewerber weiter stieg (Baby-Boomer = geburtenstarke Jahrgänge ab Ende der 1950er Jahre; steigende Abiturientenquote).
Weitere Urteile zur Zulassungsproblematik veranlassten dann eine Neufassung des Staatsvertrags; dieser wurde 1978 beschlossen. Er enthielt ein erweitertes Auswahlverfahren, das aber erst im Wintersemester 1981/1982 zur Anwendung kam. Dieses beinhaltete neben der Abiturnote neue Kriterien wie Quoten nach Benachteiligung oder Ländern. Da nicht alle Studenten ihrem gewünschten Studienort zugeteilt werden konnten, war es im Anschluss möglich, mit jemandem den Studienort zu tauschen. Zu den Stichtagen am 15. Januar und 15. Juli bildeten sich regelmäßig lange Schlangen vor dem ZVS-Gebäude, weil nicht das Datum des Poststempels, sondern das Eingangsdatum bei der ZVS maßgeblich und Telefax wegen der nötigen Original-Unterschrift nicht zulässig war. Manche Anträge wurden gar noch wenige Minuten vor 24 Uhr abgegeben.
In den 2000er Jahren sank die Zahl der Studienbewerber. Deshalb wurden weniger Studienfächer und -plätze in das zentrale Vergabeverfahren einbezogen. So wurde z. B. 2005 der bundesweit zulassungsbeschränkte Studiengang Betriebswirtschaftslehre örtlich zulassungsbeschränkt.
Mit dem Staatsvertrag über die Errichtung einer gemeinsamen Einrichtung für Hochschulzulassung StV Hochschulzulassung einigten sich bis Juni 2008 alle 16 Bundesländer auf die Umwandlung der ZVS von einer Anstalt des öffentlichen Rechts in eine Stiftung öffentlichen Rechts. Der Staatsvertrag bildete zusammen mit dem Errichtungsgesetz von November 2008 die Grundlage für die Errichtung und Zusammensetzung der Stiftung. Die Stiftung für Hochschulzulassung wurde am 14. Mai 2010 ins Leben gerufen und hat die Aufgaben der ehemaligen ZVS übernommen. Der Sitz der Stiftung ist ebenfalls Dortmund.
Allerdings sollte das Aufgabenfeld der Stiftung bald wachsen. Bewerber, die sich an den verschiedenen lokalen Vergabeverfahren der Hochschulen für Studiengänge mit örtlichen NC beteiligt haben, hatten oftmals mehrere Zulassungsangebote gleichzeitig blockiert. So mussten Hochschulen erst die Einschreibefristen abwarten, um festzustellen, welche Studienplätze frei geblieben sind. Als Konsequenz wurden sehr häufig aufwendige und lang andauernde Nachrückverfahren durchgeführt. Diese Problematik erkannte auch die Kultusministerkonferenz – und so entstand gemeinsam mit den Hochschulen die Idee, ein System zu schaffen, das mithilfe eines kontinuierlichen Datenabgleichs die Kommunikation zwischen den Bewerbern und den Hochschulen erleichtert und so dabei hilft, die Vergabe und Annahme von Zulassungsangeboten ortsübergreifend zu koordinieren.
Aus dieser Idee wurde schließlich das Dialogorientierte Serviceverfahren (DoSV) entwickelt, das seit dem Verfahren zum Wintersemester 2012/13 die Koordinierung der Studienplätze von örtlich zulassungsbeschränkten Studiengängen im Auftrag der Hochschulen übernahm. Durch einen onlinebasierten Abgleich der Zulassungsangebote von teilnehmenden Hochschulen mit den Wünschen der Bewerber, werden Mehrfachzulassungen und langwierige Nachrückverfahren vermieden. Seit dem Wintersemester 2012/13 ist die Anzahl der teilnehmenden Hochschulen und der beteiligten Studiengänge kontinuierlich angestiegen. Zu einem späteren Zeitpunkt wurden teilweise auch Studiengänge ohne Zulassungsbeschränkung in dem Verfahren berücksichtigt.
Am 19. Dezember 2017 kam es zu einem weiteren richtungsweisenden Urteil des Bundesverfassungsgerichts bezüglich der Vergabe der Studienplätze für Medizin. Das Zentrale Vergabeverfahren (ZV) wurde daraufhin umfangreichen Reformen unterzogen, die erstmals zum Sommersemester-Verfahren 2020 zur Anwendung kamen. Seitdem können sich Bewerber beispielsweise parallel auf mehrere bundesweit zulassungsbeschränkte Studiengänge bewerben und sind dabei auch in der Auswahl ihrer Wunschstudienorte nicht mehr limitiert. Zudem wurde das Zentrale Vergabeverfahren gleichzeitig in die Systematik des Dialogorientierten Serviceverfahrens integriert, um den Abgleich der Zulassungsangebote und die damit verbundene Vermeidung von Mehrfachzulassungen zu optimieren.
Das Verfahren zum Wintersemester 2020/21 übertraf mit über zwei Millionen Bewerbungen alle zuvor durchgeführten Verfahren und führte zu einer Hochlast der Datenbank. Durch kurzfristig anberaumte Wartungsarbeiten wurde eine regelkonforme Abarbeitung der eingegangenen Bewerbungen sichergestellt. Aus diesem Grund war das DoSV-Bewerbungsportal für Bewerber einige Tage nicht erreichbar.
Neben der Bearbeitung der Zulassungsanträge für die bundesweit zulassungsbeschränkten Studiengänge, der Durchführung des Dialogorientierten Serviceverfahrens und der Beratung rund um die Studienbewerbung, gehört die stetige Optimierung und Entwicklungsarbeit der Verfahrenssoftware sowie die strategische Weiterentwicklung zu den Tätigkeitsschwerpunkten der Stiftung.
Um für zukünftige Verfahren gewappnet zu sein, wird die Verfahrenssoftware modernisiert werden. So soll ein leistungsfähigeres und benutzerfreundlicheres Dialogorientiertes Serviceverfahren auf Basis einer modernen Software-Architektur, die eine modulare Weiterentwicklung und eine vereinfachte Anbindung an die Hochschul-Software ermöglicht, entstehen. Um diese Entwicklung zu ermöglichen, wurden von der Finanzministerkonferenz am 3. Dezember 2020 rund 17 Millionen Euro genehmigt.
Die Stiftung hat Stiftungsorgane nach dem Stiftungsgesetz. Durch die Gesetzesänderung vom 1. September 2020 wurde aus dem Gesetz zur Errichtung einer Stiftung „Stiftung für Hochschulzulassung“ das Gesetz über die Stiftung für Hochschulzulassung (SfH-Gesetz). Dies hatte Anpassungen des Aufbaus und der Aufgabenbereiche der Stiftungsorgane zur Folge. Die Stiftung wird von einem Stiftungsrat geleitet, der sich aus 16 Vertretern der Bundesländer und 16 Vertretern der staatlichen und staatlich anerkannten Hochschulen sowie, mit beratender Stimme, der Geschäftsführung zusammensetzt. Der Stiftungsrat wählt aus den Mitgliedern für die Dauer von vier Jahren seinen Vorsitzenden und deren oder dessen Stellvertreterin oder Stellvertreter. Die laufenden Geschäfte werden durch eine Administrative und Technische Geschäftsführung bestellt, die von einem Stiftungsvorstand unterstützt wird. Ihm obliegt die operative Steuerung der Geschäfte der Stiftung im Auftrag des Stiftungsrats und besteht aus zwei Vertretern der Bundesländer, zwei Vertretern der staatlich und staatlich anerkannten Hochschulen und, mit beratender Stimme, der Sprecherin oder dem Sprecher des IT-Beirats. Dieser IT-Beirat ist als beratendes Gremium von der Stiftung eingesetzt und besteht aus bis zu fünf externen Experten auf dem Gebiet der Informationstechnik.
Aktuell beschäftigt die Stiftung für Hochschulzulassung an dem Standort Dortmund und dem Büro in Berlin zusammen 151 Beschäftigte (Stand November 2020).

## Das Dialogorientierte Serviceverfahren
Die Stiftung betreibt seit dem Verfahren für das Wintersemester 2012/13 das Dialogorientierte Serviceverfahren (DoSV). In diesem Verfahren ermöglicht ein onlinebasierter Datenabgleich, Angebote für Studienplätze effektiv zu verteilen. Das maßgebliche Ziel des Verfahrens ist, Bewerber ohne langwieriges Nachrücken eine schnelle Zulassung zu ermöglichen und freibleibende Studienplätze sowie Mehrfachzulassungen zu vermeiden.
Seit dem Verfahren für das Sommersemesters 2020 ist auch das reformierte Zentrale Vergabeverfahren (ZV) für die bundesweit zulassungsbeschränkten Studiengänge integrierter Bestandteil des DoSV. Dies führt dazu, dass nun auch die Zulassungsangebote für Medizin, Zahnmedizin, Tiermedizin und Pharmazie mit allen anderen Zulassungsangeboten der am Verfahren teilnehmenden Studiengänge abgeglichen werden. Das angepasste Dialogorientierte Serviceverfahren besteht aus einer Bewerbungsphase, der Koordinierungsphase und dem abschließenden Koordinierten Nachrücken.

### Die Phasen des Dialogorientierten Serviceverfahrens (seit Sommersemester 2020)
Bewerbungsphase
Innerhalb der Bewerbungsphase können Bewerber bis zu 12 Anträge für Studienangebote, die am Verfahren von Hochschulstart teilnehmen, abgeben. Anträge für Studienangebote mit einem örtlichen Numerus clausus bzw. ohne Zulassungsbeschränkung beziehen sich immer auf ein konkretes Studienangebot (bspw. Studiengang X an Hochschule Y). Ein Antrag auf einen bundesweit zulassungsbeschränkten Studiengang (Medizin, Zahnmedizin, Tiermedizin -nur zu einem Wintersemester- und Pharmazie) kann hingegen mehrere Studienorte beinhalten und zählt dennoch nur als ein abgegebener Antrag.
Die Abgabe der Anträge erfolgt im ersten Schritt online. Dazu müssen Bewerber ein Nutzerkonto im DoSV-Bewerbungsportal anlegen. Von dort aus erfolgt die Abgabe der Anträge bei den Studiengängen mit örtlicher oder ohne Zulassungsbeschränkung entweder zentral, direkt im DoSV-Bewerbungsportal, oder dezentral, im hochschuleigenen Portal. Über den Abgabeweg der Onlinebewerbung entscheidet die Hochschule. Anträge für die bundesweit zulassungsbeschränkten Studiengänge erfolgen über das Portal „AntOn“ (Antrag Online), welches über das DoSV-Bewerbungsportal nach zuvor erfolgter Registrierung erreichbar ist.
Bei der Abgabe der Onlinebewerbungen sind gesetzliche Ausschlussfristen zu beachten. Dies gilt insbesondere für Bewerber, die sich auf Studiengänge mit bundesweitem NC bewerben, da zu einem Verfahren zum Wintersemester unterschiedliche Fristen für Alt- und Neuabiturienten gelten. Zur Gruppe der Altabiturienten gehören Personen, die ihre Hochschulzugangsberechtigung (HZB) vor dem 16. Januar des Bewerbungsjahres erhalten haben. Zu der Gruppe der Neuabiturienten gehören diejenigen, die ab dem 16. Januar des Bewerbungsjahres ihre HZB erhalten. Zu einem Verfahren zum Sommersemester gibt es diese Unterscheidung nicht und es gilt eine einheitliche Onlinebewerbungsfrist. Bei Onlinebewerbungen auf teilnehmende Studiengänge mit Orts-NC oder ohne NC gibt es in der Regel keine Unterscheidung zwischen Alt- und Neuabiturienten. Die Frist endet hier in den meisten Fällen am letzten Tag der Bewerbungsphase.
Im Anschluss müssen für die Anträge der bundesweit zulassungsbeschränkten Studiengänge Unterlagen innerhalb der gesetzlichen Versandfrist bei Hochschulstart in Dortmund postalisch eingehen, damit die Anträge im Verfahren berücksichtigt werden können. Bei allen anderen teilnehmenden Studienangeboten entscheiden die Hochschulen selbst, ob Unterlagen bei ihnen eingereicht werden müssen. Die entsprechenden Versandfristen teilen die Hochschulen im Bewerbungsprozess mit.
Im Anschluss sollten Bewerber die Reihenfolge ihrer Anträge in ihrem Nutzerkonto des DoSV-Portals prüfen und gemäß ihren Wünschen anpassen (Priorisierung). Diese persönliche Reihenfolge ist entscheidend für den Abgleich der Zulassungsangebote im weiteren Verfahrensablauf.
Koordinierungsphase
Im Anschluss an die Bewerbungsphase folgt die Koordinierungsphase, in der alle gültigen Anträge geprüft werden. Die Prüfung der Anträge für die Studiengänge mit bundesweitem NC führt die Stiftung für Hochschulzulassung durch. Hierbei wird das zum Verfahren des Sommersemesters 2020 reformierte Quotenmodell (30 % Abiturbestenquote, 10 % Zusätzliche Eignungsquote und 60 % Auswahlverfahren der Hochschulen) angewandt. Die Anträge der übrigen Studiengänge prüfen die Hochschulen selbst. Dabei werden die Bewerber anhand von festgelegten Kriterien verglichen (bspw. nach der Abiturnote, einer fachspezifischen Berufsausbildung etc.) und in Ranglisten überführt. Jeder Rangliste ist eine bestimmte Kapazität von Studienplätzen zugeordnet. Nach Freigabe der Ranglisten werden erstmals Zulassungsangebote an die Bewerber ausgesprochen, die auf den Ranglisten im zulassungsfähigen Bereich liegen. Während des gesamten Verfahrens können Bewerber den Statuswechsel ihrer Bewerbungen in ihrem Nutzerkonto des DoSV-Bewerbungsportals verfolgen.
Nimmt ein Bewerber ein Zulassungsangebot für einen seiner Anträge an, wird daraus unmittelbar eine Zulassung. Ein Zulassungsbescheid mit der entsprechenden Immatrikulationsfrist wird im Anschluss zur Verfügung gestellt. Mit diesem Bescheid kann dann die fristgerechte Immatrikulation an der Hochschule erfolgen. Alle anderen Anträge des Bewerbers scheiden unwiderruflich aus dem Verfahren aus, sodass andere Bewerber auf die frei gewordenen Plätze automatisch nachrücken.
Ab einem bestimmten Zeitpunkt innerhalb der Koordinierungsphase greifen Koordinierungsregeln, die den Abgleich zwischen den Zulassungsangeboten und den Prioritäten der Bewerber beschleunigen. Das führt dazu, das jeder Bewerber am Ende des Verfahrens maximal eine Zulassung erhalten kann.
Koordiniertes Nachrücken
Im Anschluss an die Koordinierungsphase folgt das Koordinierte Nachrücken. Hier können Hochschulen optional Reststudienplätze von Studiengängen mit Orts-NC durch die weitere Abarbeitung der bestehenden Ranglisten aus der vorangegangenen Koordinierungsphase vergeben. Restplätze von Studiengängen mit bundesweiter Zulassungsbeschränkung werden grundsätzlich über das Koordinierte Nachrücken vergeben. Für Bewerber ist allerdings zu beachten, dass am Koordinierten Nachrücken nur diejenigen teilnehmen können, die zuvor in der Koordinierungsphase ohne Zulassung geblieben sind und sich für das Koordinierte Nachrücken innerhalb der Anmeldefrist angemeldet haben. Bewerber, die bereits während des Verfahrens eine Zulassung erhielten, sind von der Teilnahme ausgeschlossen. Haben Bewerber nicht am vorherigen Verfahren von Hochschulstart teilgenommen, können sie bis zu 12 neue Anträge auf Reststudienplätze abgeben.
Diese Neubewerbungen werden erst nach Abarbeitung der bisherigen Ranglisten berücksichtigt. Wenn die Ranglisten keine weiteren Bewerber mehr führen und noch immer Restplätze zur Verfügung stehen, werden diese unter den Neubewerbungen verlost. Neue Bewerbungen auf Reststudienplätze der bundesweit zulassungsbeschränkten Studiengänge sind nicht möglich. Alternativ können Hochschulen ihre Reststudienplätze aber auch durch eigene (Los-)Verfahren vergeben.

### Zahlen, Daten, Fakten
Das Dialogorientierte Serviceverfahren (DoSV) wurde erstmals als Pilotverfahren zum Wintersemester 2012/13 eingesetzt. Im Laufe der Verfahren hat sich die Anzahl der teilnehmenden Hochschulen und der zu koordinierenden Studienangebote erhöht. Seit dem Verfahren zum Sommersemester 2020 ist das Zentrale Vergabeverfahren für bundesweit zulassungsbeschränkte Studiengänge in das DoSV integriert. Gleichzeitig wurden zu diesem Verfahren die Anforderungen aus dem Urteil des Bundesverfassungsgerichts vom 19. Dezember 2017 umgesetzt. Dies hatte unter anderem Auswirkungen auf die Zählweise der Zulassungsanträge und Bewerbungen. Im Gegensatz zu einem Antrag auf Studiengänge mit örtlichem Numerus clausus oder ohne diesen kann ein Antrag auf einen bundesweit zulassungsbeschränkten Studiengang mehrere Studienorte beinhalten und somit mehrere Bewerbungen in einem Antrag vereinen. Zusätzlich können sich Bewerber seit dem Sommersemester 2020 gleichzeitig auf mehrere bundesweit zulassungsbeschränkte Studiengänge bewerben.
Folgende Tabellen zeigen die Entwicklungen der Koordinierungsverfahren des Dialogorientierten Serviceverfahrens (ohne Clearingverfahren -bis zum Wintersemester 2019/20-/Koordiniertes Nachrücken) seit dem Verfahren zum Wintersemester 2012/13. Aufgrund des grundsätzlich größeren Studienangebots der Hochschulen zu Wintersemestern, werden Sommersemester und Wintersemester getrennt voneinander betrachtet.
| Verfahren zu einem Wintersemester | Anzahl teilnehmender Hochschulen | Anzahl teilnehmender Studienangebote | Anzahl Bewerber | Anzahl abgegebener Bewerbungen |
| --------------------------------- | -------------------------------- | ------------------------------------ | --------------- | ------------------------------ |
| 2012/13                           | 17                               | 22                                   | 14.252          | 22.009                         |
| 2013/14                           | 47                               | 176                                  | 75.378          | 164.737                        |
| 2014/15                           | 62                               | 289                                  | 114.229         | 263.525                        |
| 2015/16                           | 89                               | 465                                  | 183.083         | 556.723                        |
| 2016/17                           | 102                              | 748                                  | 223.852         | 716.505                        |
| 2017/18                           | 129                              | 1.083                                | 225.395         | 828.641                        |
| 2018/19                           | 161                              | 1.782                                | 292.879         | 970.701                        |
| 2019/20                           | 160                              | 1.795                                | 279.222         | 894.504                        |
| 2020/21*                          | 151                              | 1.818                                | 309.416         | 2.189.480                      |
| 2021/22*                          | 164                              | 1.973                                | 279.079         | 1.950.455                      |

*inklusive bundesweit zulassungsbeschränkte Studiengänge im DoSV mit angepasster Zählweise der Bewerbungen.
Quelle: Statistik, Stiftung für Hochschulzulassung
| Verfahren zu einem Sommersemester | Anzahl teilnehmender Hochschulen | Anzahl teilnehmender Studienangebote | Anzahl Bewerber | Anzahl abgegebener Bewerbungen |
| --------------------------------- | -------------------------------- | ------------------------------------ | --------------- | ------------------------------ |
| 2013                              | 10                               | 22                                   | 7.127           | 9.688                          |
| 2014                              | 14                               | 32                                   | 7.419           | 9.911                          |
| 2015                              | 35                               | 102                                  | 25.718          | 57.311                         |
| 2016                              | 38                               | 127                                  | 30.741          | 75.736                         |
| 2017                              | 54                               | 228                                  | 41.587          | 101.804                        |
| 2018                              | 72                               | 343                                  | 47.711          | 112.366                        |
| 2019                              | 82                               | 493                                  | 53.715          | 130.169                        |
| 2020*                             | 89                               | 519                                  | 74.028          | 377.736                        |
| 2021*                             | 87                               | 534                                  | 57.705          | 333.180                        |
| 2022*                             | 88                               | 531                                  | 53.806          | 278.968                        |

*inklusive bundesweit zulassungsbeschränkte Studiengänge im DoSV mit angepasster Zählweise der Bewerbungen.
Quelle: Statistik, Stiftung für Hochschulzulassung

## Auswirkungen der NC-Urteile des Bundesverfassungsgerichts
Das NC-Urteil des Bundesverfassungsgerichts (BVerfG) vom 18. Juli 1972 führte zu einer zentralen Vergabe von besonders begehrten Studienplätzen durch die Zentralstelle für die Vergabe von Studienplätzen mit einheitlichen Auswahlkriterien. Als Folge des zweiten Numerus-clausus-Urteils vom 18. Februar 1977 wurden neben der Note und der Wartezeit nun auch fachspezifischen Tests und Praktika Relevanz zugesprochen. Das dritte NC-Urteil vom 19. Dezember 2017 stufte das Vergabeverfahren für den Studiengang Humanmedizin als teilweise verfassungswidrig ein. Es wurden die maßgebliche Orientierung der Vergabeentscheidung an den Ortswünschen der Bewerber und die Beschränkung der Bewerbung auf sechs Studienorte in der Abiturbestenquote bemängelt. Die bis dahin geltende Wartezeitquote sei verfassungsrechtlich in Ordnung, allerdings dürfe der Anteil der Quote nicht erhöht werden und gleichzeitig müsse die Dauer der Wartezeit begrenzt sein. In der Quote des Auswahlverfahrens der Hochschulen wurde der fehlende Ausgleichsmechanismus für die bundesländerübergreifende Vergleichbarkeit von Noten sowie die unzureichende Etablierung von erheblich gewichteten, schulnotenunabhängigen Auswahlkriterien, die neben der Abiturdurchschnittsnote herangezogen werden, beanstandet.
Das Zentrale Vergabeverfahren (ZV) wurde daraufhin umfangreichen Reformen unterzogen, die erstmals zum Sommersemester-Verfahren 2020 für alle bundesweit zulassungsbeschränkten Studiengänge zur Anwendung kamen. Seitdem können sich Bewerber beispielsweise parallel auf alle vier bundesweit zulassungsbeschränkten Studiengänge bewerben und sind dabei auch in der Auswahl ihrer Wunschstudienorte nicht mehr limitiert. Als wesentlicher Fortschritt wird das vom BVerfG geforderte Kriterium der Eignung in Form einer zusätzlichen Eignungsquote (ZEQ) umgesetzt, die die bisherige Wartezeitquote ersetzt. Bei dieser Quote kommen ausschließlich schulnotenunabhängige Kriterien (Ausnahme: Pharmazie) zum Einsatz. Bis einschließlich des Wintersemesterverfahrens 2021/22 werden in dieser Quote auch Wartehalbjahre als Kriterium berücksichtigt (Ausnahme: Pharmazie). Des Weiteren wurde ein Ausgleichsmechanismus für die bundesländerübergreifende Vergleichbarkeit der Abiturergebnisse etabliert. Zudem müssen Hochschulen in der Quote des Auswahlverfahrens der Hochschulen für den Studiengang Humanmedizin mindestens zwei schulnotenunabhängige Kriterien berücksichtigen; bei den Studiengängen Zahnmedizin und Tiermedizin ist es mindestens ein schulnotenunabhängiges Kriterium. Zusätzlich sind Hochschulen für die genannten Studiengänge verpflichtet, einen standardisierten fachspezifischen Studierfähigkeitstest in die Wertung mit einfließen zu lassen. Durch die gemeinsame Betrachtung aller Bewerbungen auf teilnehmende zulassungsbeschränkte und zulassungsfreie Studiengänge ist zudem der Mehrfachzulassungsabgleich gewährleistet.

## Digitale Projekte, die von der Stiftung unterstützt werden
Die Stiftung widmet sich zukünftigen Themen der Digitalisierung. Dabei muss sie stets das Onlinezugangsgesetz (OZG) beachten, da es Anwendung auf die Stiftung findet. So erfüllt sie bereits schon jetzt mit ihrer Verwaltungsleistung Stufe 2 von 4 des OZG-Reifegradmodells und strebt nun die nächste Stufe an. Die Stiftung für Hochschulzulassung beteiligt sich deshalb an verschiedenen deutschland- und europaweiten Projekten und Initiativen, um digitale Anforderungen und Prozesse mitzugestalten. Dazu gehören Projekte und Initiativen, die beispielsweise die Digitalisierung von Zeugnissen und weiteren Nachweisen fördern. Hier unterstützt die Stiftung mit ihrer Expertise, durch das stiftungseigene Anforderungsmanagement, die Entwicklung digitaler Prototypen. Dies soll dazu führen, dass in Zukunft alle Bewerbungen über Hochschulstart weitestgehend medienbruchfrei durchgeführt werden können.
Das unter der Federführung des Ministeriums für Wirtschaft, Innovation, Digitalisierung und Energie (MWIDE) des Landes NRW gegründete „Netzwerk Digitale Nachweise“ (NDN) wurde von der Stiftung als Gründungsmitglied unterstützt. Dieses Netzwerk hat das Ziel, die verschiedenen Initiativen und Prototypen für eine digitalisierte Zeugnisvalidierung in Deutschland zusammenzuführen.
Die Stiftung für Hochschulzulassung unterstützt ebenfalls folgende Initiativen und Projekte (auszugsweise):
- EU-gefördertes Projekt „StudIES+“[20]
- Kooperation der SfH mit der Bundesdruckerei (Anforderung an Prototypen für ein Register für verifizierbare Zeugnisse)
- Arbeitsgruppe „XHochschule“[21]
- OZG-Umsetzungsprojekt „Schulzeugnis“
- Pilotprojekt „Digitales Zeugnis NRW“ (Unterstützung als Bedarfsträger)
- Europäisches Projekt „European Blockchain Services Infrastructure“(EBSI)